# IP Волка
IP Волка (лат. IP Lupi), HD 126198 — двойная звезда в созвездии Волка на расстоянии приблизительно 1800 световых лет (около 552 парсеков) от Солнца. Видимая звёздная величина звезды — от +7,95m до +8,04m.

## Характеристики
Первый компонент — бело-голубая вращающаяся переменная звезда типа Альфы² Гончих Псов (ACV) спектрального класса B8-B9II, или B8,5II, или B9. Масса — около 5,211 солнечных, радиус — около 5,127 солнечных, светимость — около 891,251 солнечных. Эффективная температура — около 13932 K.
Второй компонент — коричневый карлик. Масса — около 32,5 юпитерианских. Удалён на 2,593 а.е..